# 瓦爾托

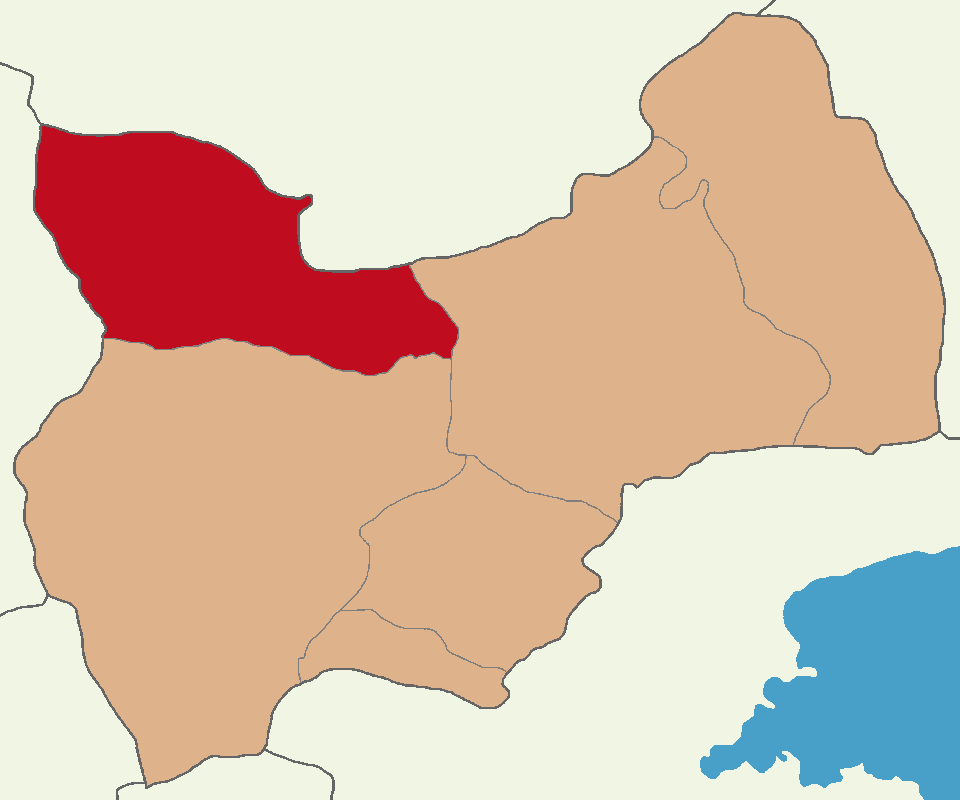
瓦爾托地图

瓦爾托是土耳其的城鎮，由穆什省負責管轄，位於該國東部，面積1,365平方公里，海拔1,650米，1966年發生的地震造成2,118人死亡，2008年人口9,876，大部分居民是庫爾德人。

## 外部連結
- Vartositesi.com （页面存档备份，存于）

39°10′10″N 41°27′15″E / 39.16944°N 41.45417°E